# Biblioteka (dzieło Focjusza)
Biblioteka – dzieło Focjusza zawierające napisane przez niego streszczenia i opinie o przeczytanych książkach.
Biblioteka to tytuł nadany utworowi w 1601 przez pierwszego wydawcę Davida Hoeschela. Pierwotny brzmiał zapewne Katalog i wykaz przeczytanych przez nas książek, których treść chciał dzięki nam poznać w ogólnym zarysie nasz ukochany brat Tarazjusz. Liczba ich wynosi trzysta pomniejszone o dwadzieścia jeden.
Biblioteka powstała na prośbę brata autora Tarazjusza. Focjusz napisał ją przed wyruszeniem na misję dyplomatyczną do Bagdadu w 855. Biblioteka jest podzielona na 280 kodeksów zawierających omówienia książek, z których większość nie przetrwała do naszych czasów.
W latach 1986–1999 ukazał się w pięciu tomach polski przekład Biblioteki autorstwa Oktawiusza Jurewicza.

## Polski przekład
- Focjusz, Biblioteka, z języka greckiego przełożył wstępem i komentarzem opatrzył O. Jurewicz, t.1: Kodeksy 1–150, Warszawa 1986.
- Focjusz, Biblioteka, z języka greckiego przełożył i komentarzem opatrzył O. Jurewicz, t.2: Kodeksy 151–222, Warszawa 1988.
- Focjusz, Biblioteka, z języka greckiego przełożył i komentarzem opatrzył O. Jurewicz, t.3: Kodeksy 223–237, Warszawa 1994.
- Focjusz, Biblioteka, z języka greckiego przełożył i komentarzem opatrzył O. Jurewicz, t.4: Kodeksy 238–248, Warszawa 1996.
- Focjusz, Biblioteka, z języka greckiego przełożył i komentarzem opatrzył O. Jurewicz, t.5: Kodeksy 249–280, Warszawa 1999.